# 修文塔
修文塔位於四川省眉山市洪雅縣，文物遺址年代判定為清代。2007年6月1日公佈為四川省第七批文物保護單位。